# Hrabušice
Hrabušice (Hongaars: Káposztafalva) is een Slowaakse gemeente in de regio Košice, en maakt deel uit van het district Spišská Nová Ves.
Hrabušice telt 2.388 inwoners.

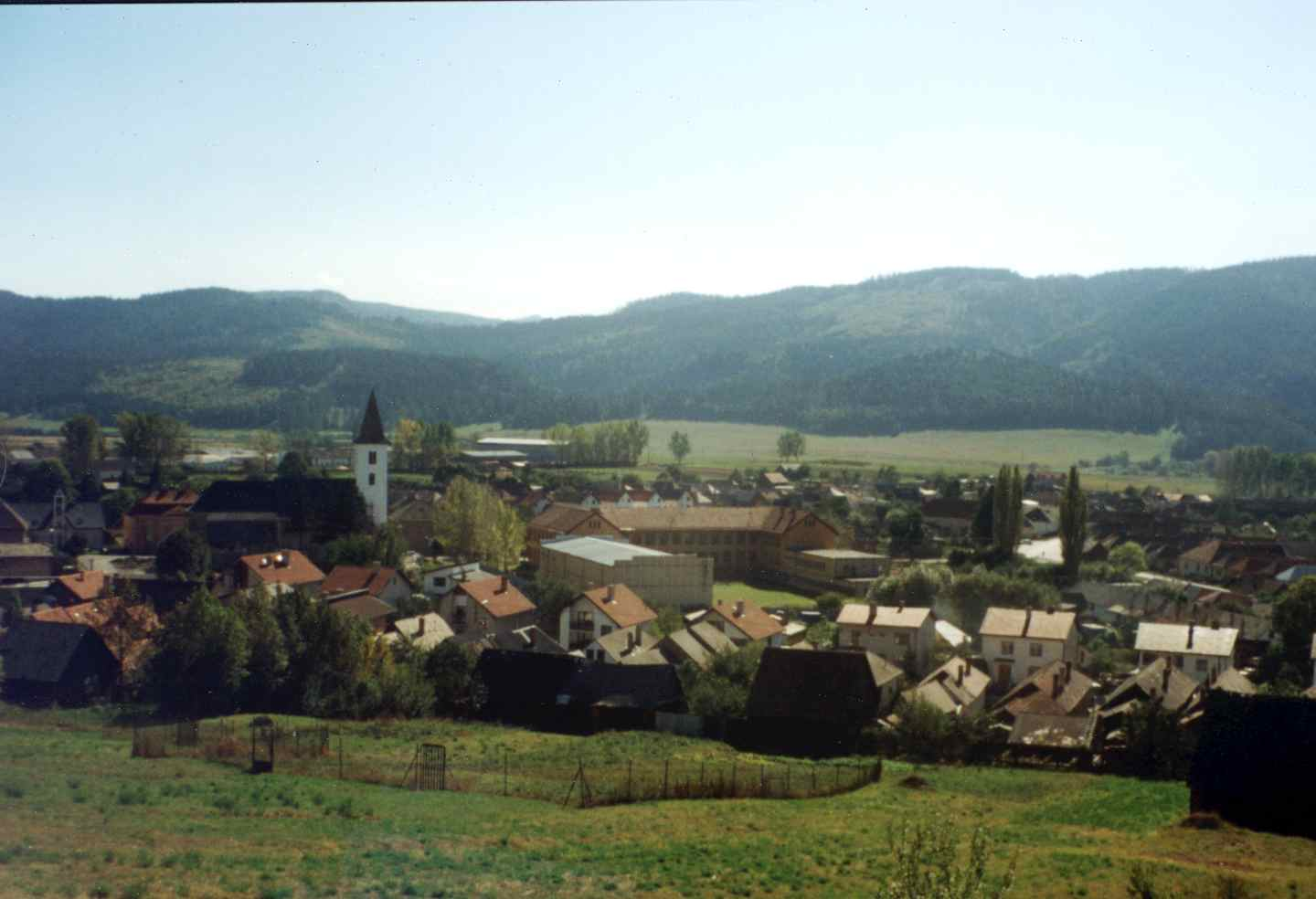
Hrabušice
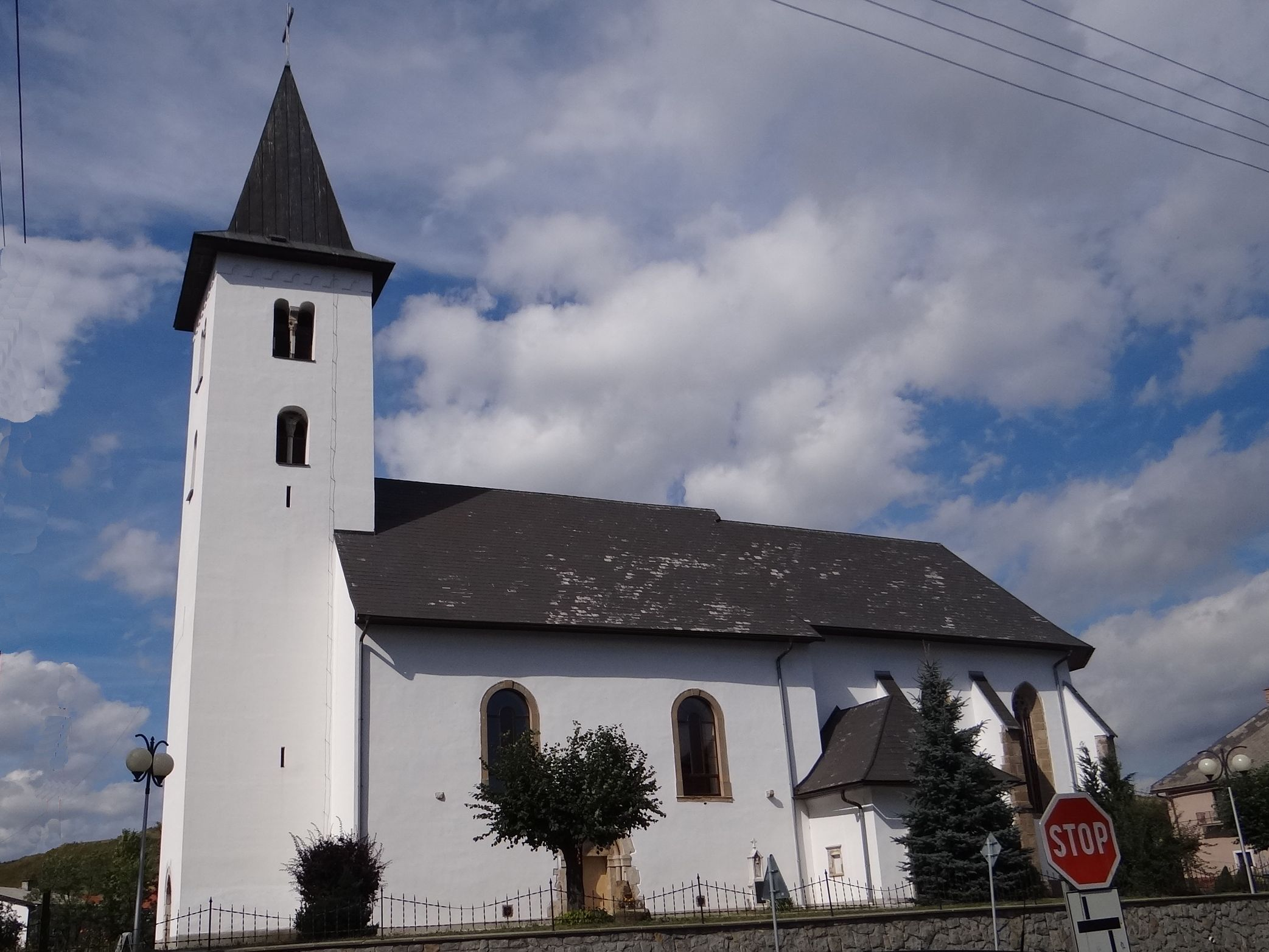
kerk in Hrabušice